# Dicladocera beaveri
Dicladocera beaveri är en tvåvingeart som beskrevs av Wilkerson 1979. Dicladocera beaveri ingår i släktet Dicladocera och familjen bromsar.
Artens utbredningsområde är Colombia. Inga underarter finns listade i Catalogue of Life.